# Wild Beasts
Wild Beasts is een Britse indie-rockband. De leden zijn Hayden Thorpe, Ben Little, Tom Fleming en Chris Talbot.

## Biografie
De band werd in 2002 opgericht door Hayden Thorpe en Ben Little. Chris Talbot sloot zich in 2004 bij hen aan. In 2005 vestigden ze zich in Leeds, en in datzelfde jaar kwam met Tom Fleming erbij, de band voor het eerst bij elkaar in de huidige samenstelling.
Vanaf februari 2007 staat de band onder contract bij Domino Records, waarbij ze op 16 juni 2008 hun debuutalbum Limbo, Panto uitbrachten. Op 3 augustus 2009 brachten ze hun tweede album, Two Dancers uit. Smother, het derde album van de band, werd uitgebracht op 9 mei 2011. Ook werd Katie Harkin, bekend van de band Sky Larkin toegevoegd aan de band tijdens hun tour.

## Discografie
- Limbo, Panto (Domino Records, 2008)
- Two Dancers (Domino Records, 2009)
- Smother (Domino Records, 2011)
- Present Tense (Domino Records, 2014)
- Boy King (Domino Records, 2016)